# Словарь баварских диалектов в Австрии
Словарь баварских диалектов в Австрии (нем. Wörterbuch der bairischen Mundarten in Österreich, WBÖ) — диалектологический словарь, описывающий лексику исключительно баварских диалектов на территории Австрии. В отличие от Австрийского словаря, словарь баварских диалектов Австрии основан лишь на диалектном лексическом фонде, но не на австрицизмах. Лексика в составе словаря рассматривается в синхронном и диахронном аспектах. Основной упор при составлении словаря делался на бытовую лексику крестьян — носителей более чистого диалекта.
Первый словарь баварских диалектов, изданный Шмеллером и Массманном был положен в основу проекта Баварского словаря, созданного при сотрудничестве Баварской и Венской академий в 1911-1912 годах. В течение долгих десятилетий происходил сбор материала, включающий все виды диалектологических исследований. В 1961 году проекты Мюнхена и Вены продолжили работу раздельно, и Венаская комиссия перешла к работе над собственным словарём. За это время словарь не выходил полностью и продолжал обрабатываться и дополняться.
Географически словарь охватывает территорию современной Австрии без алеманнского форарльбергского диалектного пространства на западе, швейцарский Замнауна, Южного Тироля, Южноморавского края, Южной Богемии, также включает австро-венгерскую пограничную область и отдельные языковые островки, на которых исторически происходило распространение баварского диалекта.